# Église protestante en Indonésie
L'Église protestante en Indonésie, en indonésien Gereja Protestan di Indonesia est une église réformée. Elle est membre de la Communion mondiale d'Églises réformées.

## Histoire

Église réformée Emmanuel de Jakarta, inaugurée en 1839.

L'Église protestante d'Indonésie est fondée en 1605 à Ambon, Maluku sous le nom d'Église protestante des Indes néerlandaises, en néerlandais De Protestantsche Kerk in Nederlandsch-Indië. En 1619, le siège est déplacé à Batavia, capitale des Indes orientales néerlandaises.
La dénomination poursuit des missions chrétiennes d'évangélisation entreprises par les Portugais. Ses territoires couvrent plusieurs régions comme les îles Maluku, Minahasa, Java, Sumatra, Petites îles de la Sonde orientales.
Au XXe siècle, elle adopte un régime plus presbytérien. Dans les années 1930, l'église se développe rapidement. Elle compte 4 800 congrégations et 3,1 millions de membres, .

## Églises membres
L'église fédère 12 églises autonomes :
- Église chrétienne évangélique du Timor ;
- Église protestante en Indonésie occidentale ;
- Église chrétienne évangélique de Minahasa ;
- Église protestante de Maluku ;
- Église protestante en Indonésie en Papouasie ;
- Église chrétienne évangélique de Taulud - 17 437 membres
- Église protestante indonésienne de Gorontalo - 11 103 membres
- Église protestante indonésienne de Donggala - 30 114 membres
- Église protestante indonésienne Baggai Kepulawan - 29 008 membres
- Église protestante indonésienne Buol Tolitoli - 11 027 membres
- Église chrétienne Luwuk Banggai - 42 611 membres
- Église chrétienne œcuménique indonésienne - 188 membres [4]